# Шмелевидки
Шмелевидки (лат. Hemaris) — род бабочек из семейства Бражники.

## Общая характеристика
Размах крыльев около 40 мм. Представители рода по внешнему виду напоминают шмелей. При выходе из куколки крылья бабочек покрыты чешуйчатым налётом, который исчезает во время первого полёта. Чешуйчатый покров на крыльях сохраняется в виде каймы по внешнему краю, остальная часть крыльев прозрачная. Брюшко сверху пушистое, на конце с коротким пучком волосовидных чешуек. Усики веретеновидные.
Бабочки активны днем в солнечную погоду. Характеризуются стремительным полетом, перелетают рывками от цветка к цветку. Пьют нектар не садясь на цветки, а зависают возле них в воздухе.

## Виды
Род включает в себя около 20 видов, распространённых в голарктической области, 4 из которых обитают в Северной и Южной Америке.
- Hemaris affinis Bremer, 1861
- Hemaris aksana (Le Cerf, 1923)
- Hemaris alaiana (Rothschild & Jordan, 1903)
- Hemaris beresowskii Alpheraky, 1897
- Hemaris croatica (Esper, 1800)
- Hemaris dentata (Staudinger, 1887)
- Hemaris diffinis (Boisduval, 1836)
- Hemaris ducalis (Staudinger, 1887)
- Hemaris fuciformis (Linnaeus, 1758) — Шмелевидка жимолостная, или бражник жимолостный
- Hemaris galunae Eitschberger, Müller & Kravchenko, 2005
- Hemaris gracilis (Grote & Robinson, 1865)
- Hemaris molli Eitschberger, Müller & Kravchenko, 2005
- Hemaris ottonis (Rothschild & Jordan, 1903)
- Hemaris radians (Walker, 1856)
- Hemaris rubra Hampson, [1893]
- Hemaris saldaitisi Eitschberger, Danner & Surholt, 1998
- Hemaris saundersii (Walker, 1856)
- Hemaris senta (Strecker, 1878)
- Hemaris staudingeri Leech, 1890
- Hemaris syra (Daniel, 1939)
- Hemaris thetis Boisduval, 1855
- Hemaris thysbe (Fabricius, 1775)
- Hemaris tityus (Linnaeus, 1758) — Шмелевидка скабиозовая, или бражник скабиозовый
- Hemaris venata (Felder, 1861)

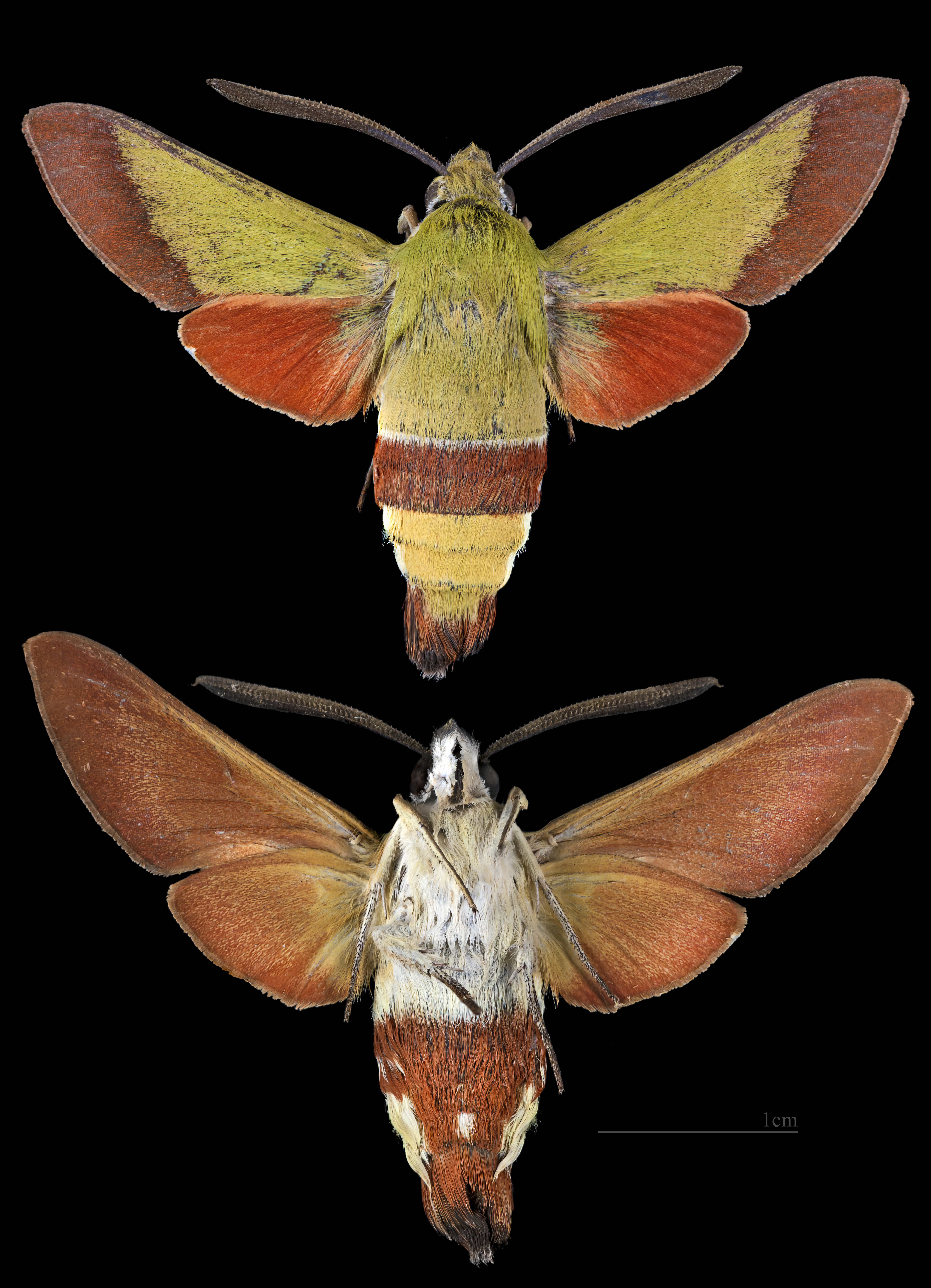
Hemaris croatica
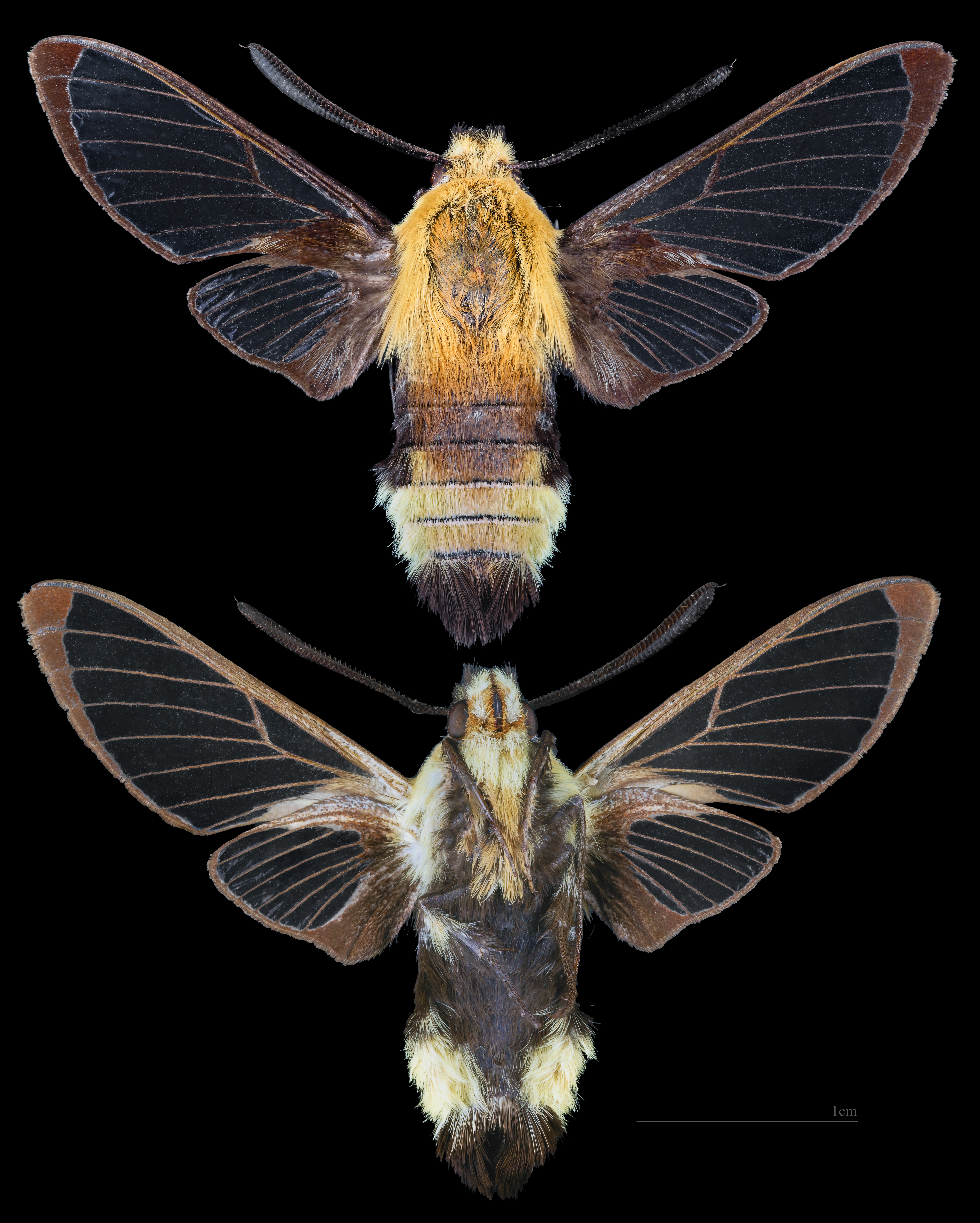
Hemaris diffinis
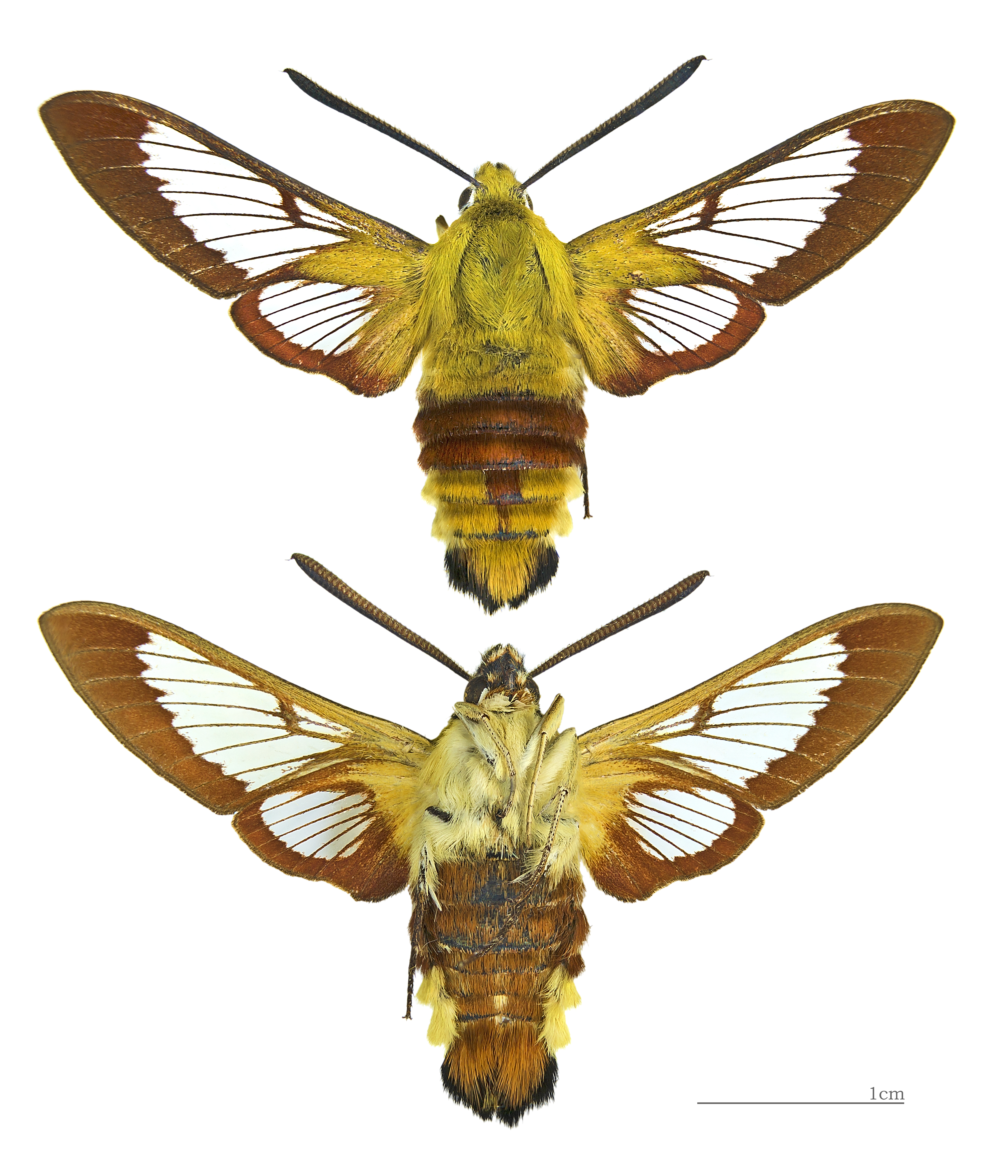
Hemaris fuciformis
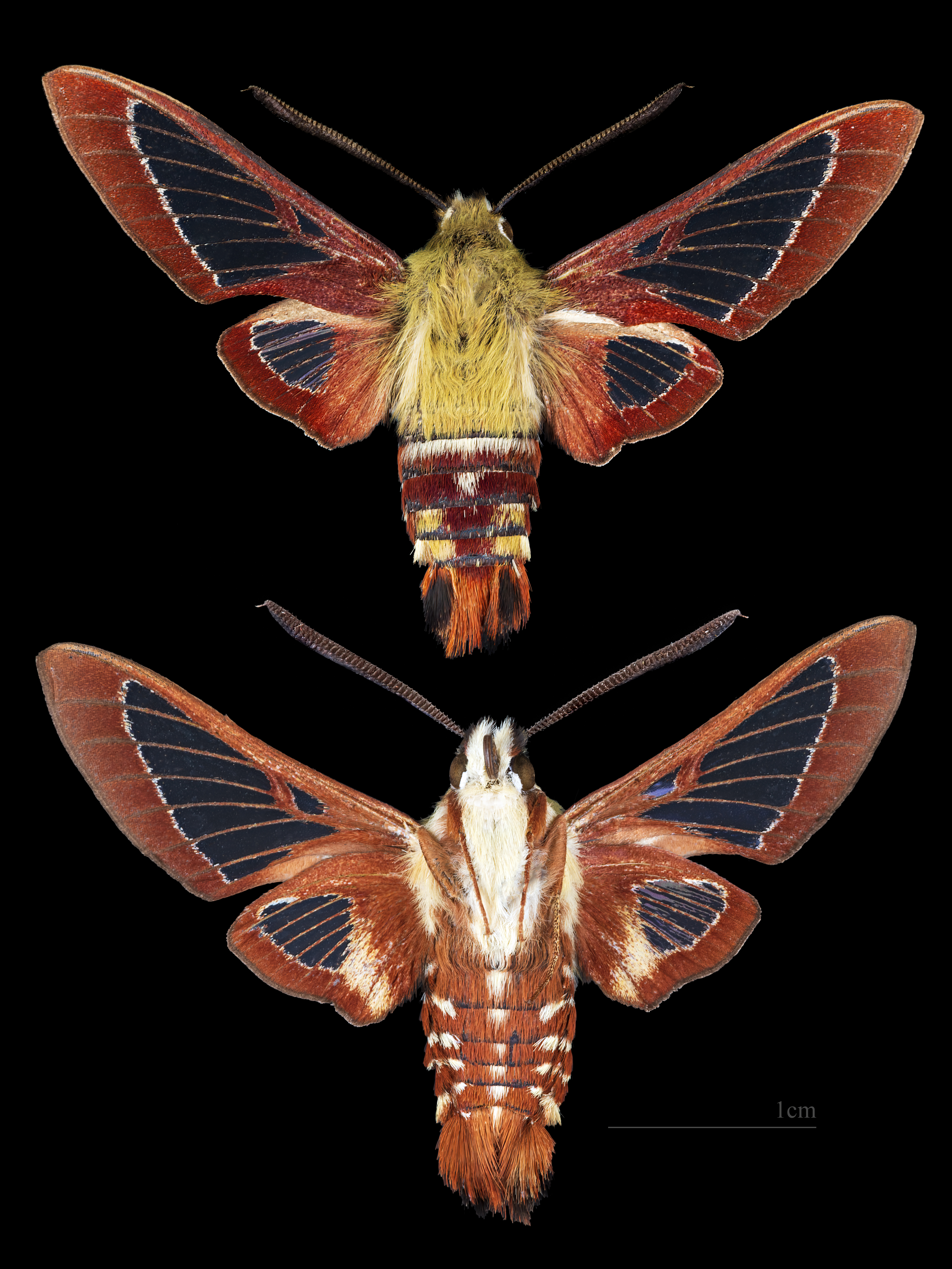
Hemaris gracilis
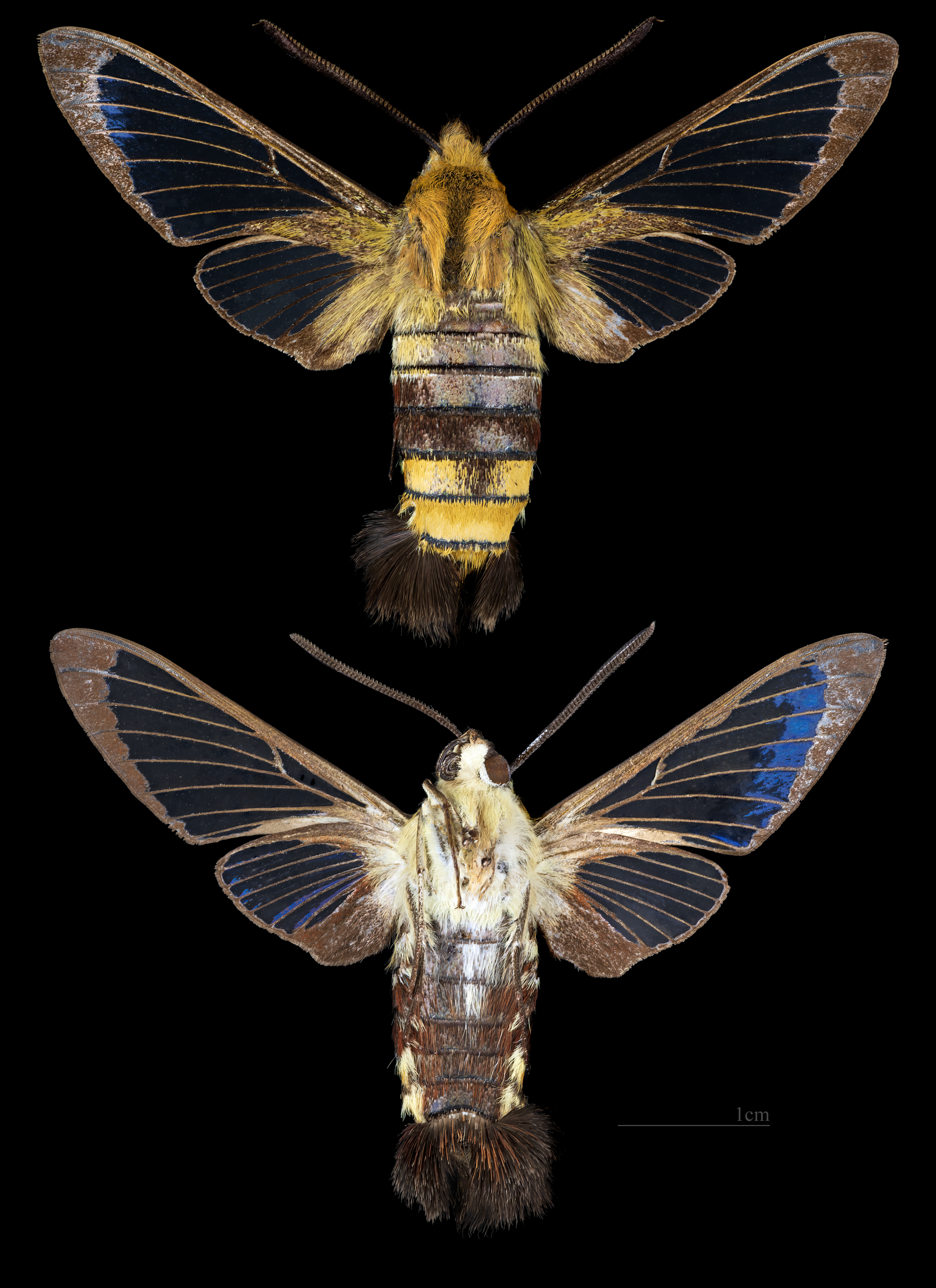
Hemaris saundersii
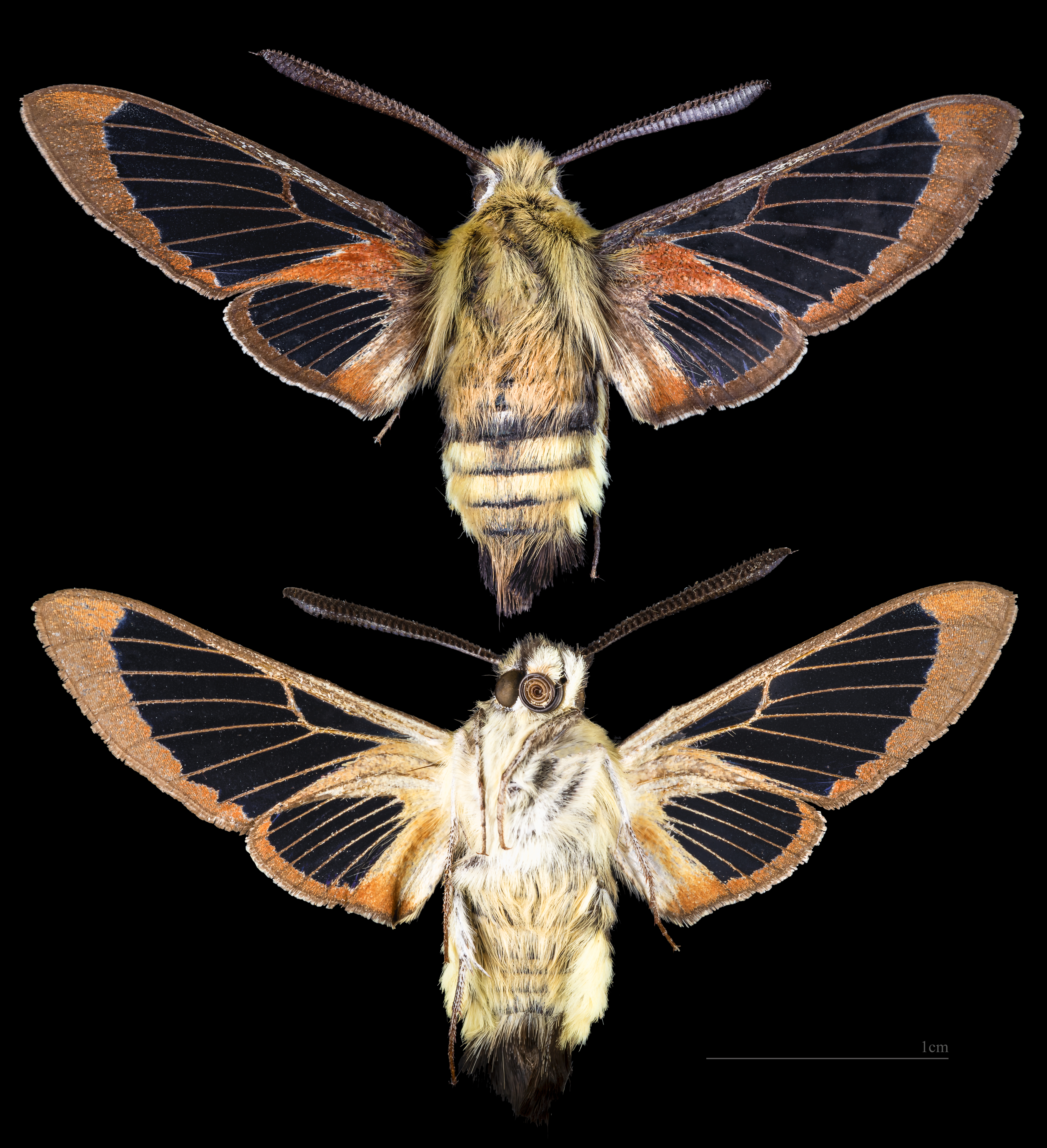
Hemaris thetis
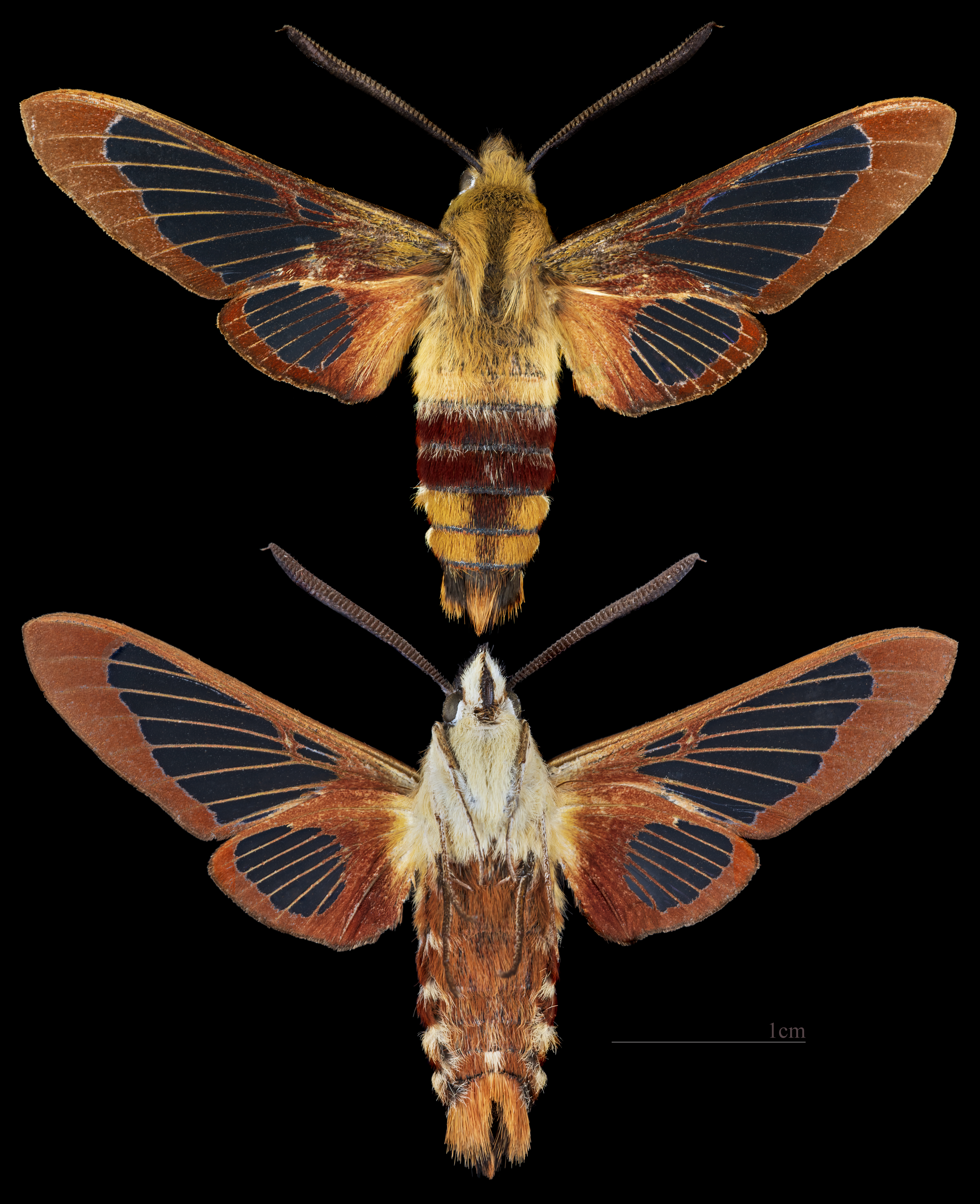
Hemaris thysbe
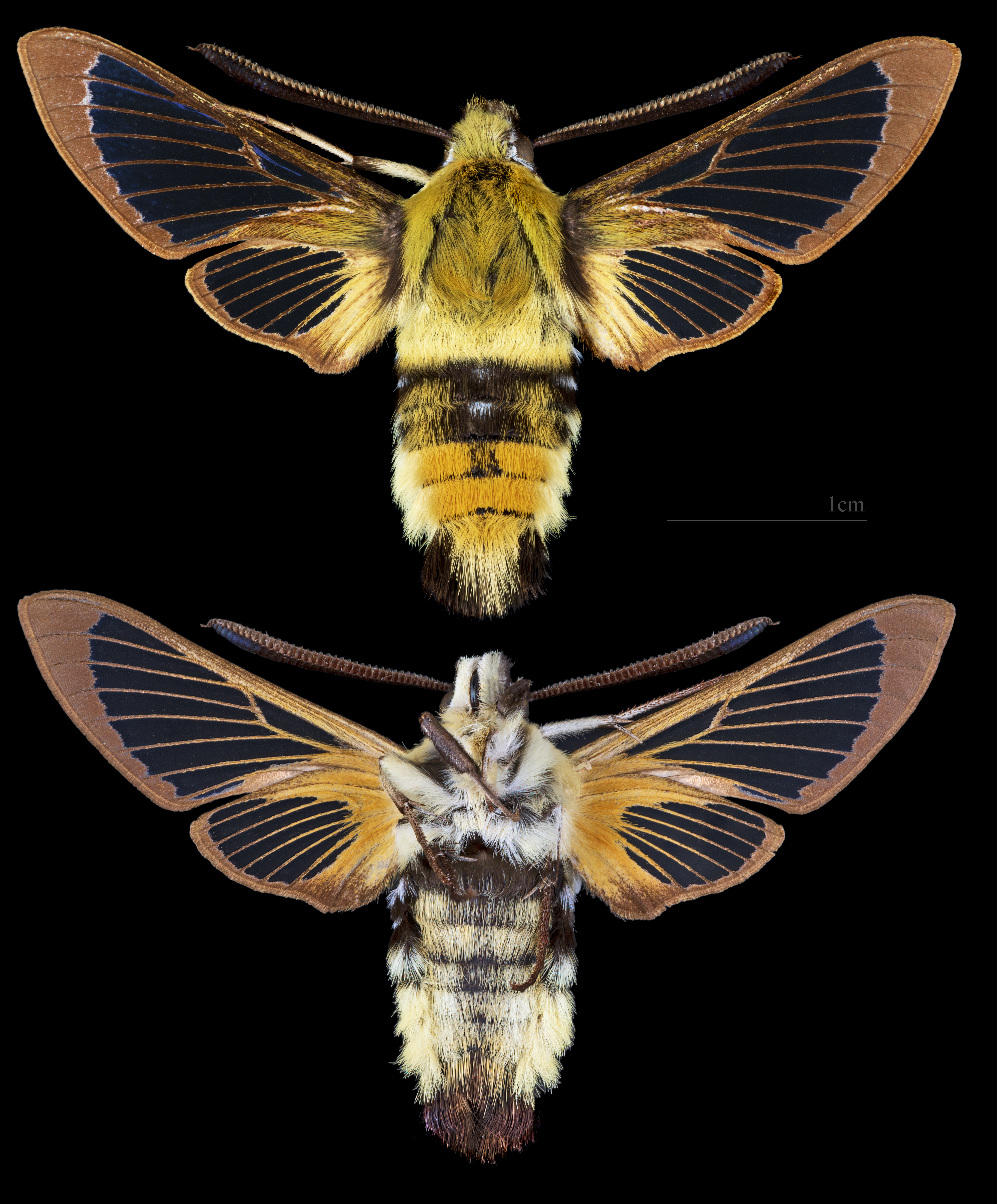
Hemaris tityus